# Копачівська сільська рада (Рожищенський район)
| Копачівська сільська рада Копачівської сільської територіальної громади (до 2017 року — Копачівська сільська рада Рожищенського району Волинської області) — орган місцевого самоврядування Копачівської сільської територіальної громади Волинської області з садибою у с. Копачівка. Рада складається з 22 депутатів та голови. Перші вибори депутатів ради та голови громади відбулись 29 жовтня 2017 року. Було обрано 22 депутати ради, серед них (за суб'єктами висування): УКРОП — 12, самовисування — 8, Всеукраїнське об'єднання «Батьківщина» — 2. Головою громади обрали позапартійного самовисуванця Олександра Совтиса, тодішнього Копачівського сільського голову. До 16 листопада 2017 року — адміністративно-територіальна одиниця в Рожищенському районі Волинської області з підпорядкуванням сіл Копачівка, Башова, Олександрівка, Підліски та Тростянка. |

### Голови сільської ради
| ПІБ                         | Основні відомості                                                                | Дата обрання | Дата звільнення |
| --------------------------- | -------------------------------------------------------------------------------- | ------------ | --------------- |
| Король Олександр Йосипович  | Сільський голова                                                                 | Невідомо     | 26.03.2006      |
| Гузар Костянтин Миколайович | Сільський голова, 1964 року народження, освіта, член Української Народної Партії | 26.03.2006   | 31.10.2010      |
| Харчук Олег Васильович      | Сільський голова, 1973 року народження, освіта вища, безпартійний                | 31.10.2010   |                 |

Примітка: таблиця складена за даними джерела

### Населення
Згідно з переписом УРСР 1989 року чисельність наявного населення сільської ради становила 2163 особи, з яких 1002 чоловіки та 1161 жінка.
За переписом населення України 2001 року в сільській раді мешкало 2158 осіб.

### Мова
Розподіл населення за рідною мовою за даними перепису 2001 року:
| Мова       | Відсоток |
| ---------- | -------- |
| українська | 99,44 %  |
| російська  | 0,51 %   |
| білоруська | 0,05 %   |